# Постріл на кордоні
«Постріл на кордоні» — радянський художній широкоекранний чорно-білий фільм, знятий режисером Дмитром Кесаянцем на кіностудії «Вірменфільм» в 1970 році.

## Сюжет
Дія фільму відбувається на одній із віддалених застав південного кордону, де розглядається дуже дивна справа: прикордонник Ашот Терзян на чужій території вбив собаку. Під час пояснень свого цілком гідного вчинку молодий прикордонник дав зрозуміти своєму керівництву, що з того боку готується перехід кордону. При цьому жодних точних доводів та обґрунтувань не надав. Порушення кордону було виявлено за кілька днів. А незабаром Ашот і сам помітив на вокзалі людину, яку чітко бачив на іншій стороні під час нещасливої пригоди з собакою.

## Ролі виконують
- Армен Айвазян — капітан Ванунц
- Арцрун Манукян — старший лейтенант Саркісян
- Борис Бітюков — полковник Козирєв
- Овік Ванян — Ашот Терзян.
- Гоарік Акопян — Нонна
- Рита Гладунко — Віра Сергіївна
- В'ячеслав Сірін — старшина
- Азат Шеренц — порушник
- Натан Геворкян — прикордонний комісар.
- Валентин Грачов — Паша

## Знімальна група
- Режисер-постановник: Дмитро Кесаянц
- Автор сценарію: Михайло Овчинніков, Юрій Волков
- Оператори-постановники: Іван Дільдарян, Армен Міракян
- Художник-постановник: Грайр Карапетян
- Композитор: Едгар Оганесян
- Звукорежисер: Занік Мурадбекян

## Прем'єра
Прем'єра фільму відбулася 31 травня 1971. За перший рік кінопрокату картину подивилися 13,6 млн глядачів.